# Zlib
zlib é uma biblioteca multiplataforma de compressão de dados escrita por Jean-loup Gailly e Mark Adler como uma generalização do algoritmo DEFLATE usado em seu programa de compressão de dados gzip. A primeira versão pública, originalmente destinada para uso na biblioteca libpng, foi lançada em 1º de Maio de 1995. zlib é distribuída sob uma licença open-source, a zlib license.
Atualmente, zlib é um padrão de fato para compressão de dados em documentos portáveis. Centenas de aplicações para sistemas operacionais Unix e assemelhados (como o Linux) usam-na e seu uso é crescente em outros sistemas (como o Microsoft Windows e o Palm OS).

## Aplicações
Algumas aplicações notáveis dessa biblioteca são:
- O Linux, onde é usada para implementar a compressão em protocolos de rede, sistemas de arquivos comprimidos e para descomprimir a própria imagem do núcleo durante a inicialização do sistema.
- libpng, a implementação de referência para o formato de imagem PNG, onde é usada para compressão da massa de dados.
- O servidor HTTP Apache, que utiliza-a para a compressão de dados do protocolo HTTP/1.1.
- Tanto o cliente quanto o servidor OpenSSH usam-na para executar a compressão, opcional, de dados do protocolo SSH.
- A biblioteca de segurança GnuTLS que, opcionalmente, pode usar a zlib para comprimir conexões TLS.
- O RDBMS Oracle 11g implementa a biblioteca "zlib" na compressão de backups, chegando a ser 40% mais rápido que a antiga biblioteca bzip2.

Dada a sua elevada portabilidade e aos seus baixos requisitos de memória, zlib também é usada em muitos dispositivos embarcados.